# Hemilissa fabulosa
Hemilissa fabulosa är en skalbaggsart som beskrevs av Martins 1985. Hemilissa fabulosa ingår i släktet Hemilissa och familjen långhorningar.
Artens utbredningsområde är Venezuela. Inga underarter finns listade i Catalogue of Life.